# O Fugitivo (A Grande Família)
"O Fugitivo" é o centésimo octogésimo nono episódio da série A Grande Família e o décimo terceiro da sexta temporada.

## Sinopse
Um baile é organizado no clube do Paivense e Bebel seleciona quem poderá entrar ou não. Segundo ela, apenas as pessoas bonitas e bem-vestidas estão autorizadas a entrar, o que faz com que Beiçola, mesmo sendo sócio do clube, seja impedido de desfrutar da festa, o que chateia Beiçola e intriga outros sócios do clube que estão sendo deixados para fora da festa.
Enquanto isso, Walter, um ex-namorado de Bebel, é convidado pela mesma para a festa a fim de que ela aja como cupido entre ele e Marilda, fazendo com que os dois possam curtir a festa juntos para posteriormente marcarem algum encontro a sós. Quando Agostinho descobre através de Tuco, tudo sobre o ocorrido, aproveita-se da posição de vice-presidente do clube e ordena que os seguranças expulsem Walter do baile, já que ele está com ciúmes e pensa que o rapaz está lá para paquerar Bebel.
Lá fora, um Walter inconformado com a situação é abordado por Beiçola, que se aproveita da expulsão do rapaz para lhe prestar serviços a fim de se vingar de Bebel e Agostinho. Nisso, Beiçola abre uma denúncia contra Agostinho, alegando que Walter havia sido expulso da festa por ser negro e com isso, fazendo com que a polícia persiga o taxista acusado de racismo. Nisso, Agostinho tenta se abrigar na casa de Nenê afim de se esconder da polícia e evitar ser preso, mas é ao tentar se refugiar na casa de Marilda, que esta lhe sugere que se disfarce afim de se camuflar.

## Audiência
"O Fugitivo" registrou a excelente média de 44 pontos no Ibope. A média foi a segunda melhor nesse período, perdendo apenas para a média semanal da então novela das oito, Belíssima.